# Dent d'Arclusaz
La dent d'Arclusaz est un sommet situé en France dans le département de la Savoie en région Auvergne-Rhône-Alpes.
Elle culmine à 2 041 mètres d'altitude sur le rebord méridional du massif des Bauges, dominant la combe de Savoie.

## Toponymie
La dent d'Arclusaz est dénommée Ad Alpem Clusam au XIe siècle puis Alpis de alta clusa en 1251. Le toponyme « Arclusaz », prononcé « Arcluse », provient de « alpe cluse » signifiant « alpage fermé », l'alpage de l'Arclusaz se trouvant enserré derrière une longue falaise urgonienne.